# Truncus vagalis anterior
Der Truncus vagalis anterior ist ein parasympathischer Nervenast des Vagusnervs, der dem Plexus oesophageus entspringt. Bedingt durch die Drehung des Magens in der Embryonalentwicklung gelangt der linke Vagusnerv eher nach vorne (ventral) und bildet den Truncus vagalis anterior (anterior: lat. für „vorne“). Der Truncus vagalis anterior enthält aber auch Fasern des rechten Vagusnervs, da er mit dem Truncus vagalis posterior, der hauptsächlich aus Fasern des rechten Vagusnervs besteht, in großem Maß Fasern austauscht. Der Truncus vagalis anterior läuft zusammen mit der Speiseröhre durch den Hiatus oesophageus (Durchtrittsöffnung des Zwerchfells für die Speiseröhre), kommt anschließend auf der Vorderseite des Magens zum Liegen und bildet dort den Plexus gastricus anterior.